# Sam G. Bratton
Sam G. Bratton (Kosse, 1888. augusztus 19. – Albuquerque, 1963. szeptember 22.) az Amerikai Egyesült Államok szenátora (Új-Mexikó, 1925–1933).